# TNM
TNM-stadieindelningssystemet är ett system för stadieindelning av cancer, som skall klarlägga utbredningen av cancer hos patienten. Parametern T relaterar till storlek och utbredning av primärtumören, N till utbredning i regionala lymfkörtlar och M till förekomst av fjärrmetastaser.
TNM-systemet har utvecklats inom UICC (Internationella Cancerunionen) som internationellt accepterat system för att beskriva utbredningen av cancer och som underlag för behandlingen. Liknande system utvecklades av AJCC (American Joint Committee on Cancer) och av FIGO (Internationella Federationen för Gynecologi och Obstetrik). Sedan 1987 har systemen varit samarbetade till ett gemensamt system, som förvaltas av UICC.

## Systemets principer
Olika tumörtyper och tumörer i olika lokalisationer har olika definitioner av avgränsningarna av stadierna. De har valts för att någorlunda göra motsvarande stadier jämförbara trots de olika biologiska förutsättningarna för de olika typerna. Alla tumörer har inte någon TNM-klassifikation, det finns till exempel ingen klassifikation för hjärntumörer eftersom deras biologi avviker så starkt från de flesta tumörtypers. De största skillnaderna mellan olika tumörtyper ligger i avgränsningarna av klasserna av parametern T.

## Obligatoriska parametrar
- T (a, (0), 1 – 4) anger storlek och utbredning av primärtumören
- N (0 – 3) anger spridning till regionala lymfkörtlar
  - N0: inga tumörceller återfinns i lokala lymfkörtlar,
  - N1: tumörceller återfinns i ett litet antal av de närmaste regionala lymfkörtlarna,
  - N2: utbredning mellan definitionerna för N1 och N3.
  - N3: Tumörceller återfinns i många lymfkörtlar och också i lymfkörtlar som bortom de närmaste.
- M  (0, 1) Anger förekomst av metastaser
  - M0: inga fjärrmetastaser kan återfinnas,
  - M1: Metastaser återfinns i organ som inte ligger i omedelbar anslutning till det organ som bär primärtumören.

Om X placeras i stället för en siffra innebär detta att parametern inte har utvärderats.

## Andra parametrar
- G (1 – 4) hänför sig till graden av differentiering hos tumören: de har låg grad om de vid patologisk undersökning liknar normala celler, hög grad om det finns lågt differentierade tumörceller.
- R (0 – 2) endast postoperativt, hänför sig till hur komplett operationen varit, om rester av tumör varit kvar efter operationen.
- L (0, 1): Hänför sig till om lymfkärlen invaderats,
- V (0, 1): hänför sig till om vener invaderats,
- C anger med vilken grad av säkerhet parametern V har kunnt fastställas.

I vissa fall anges underklassificeringar till klasserna av T, N och M, så som till exempel T1a (anger carcinoma in situ)

## Exempel
- En liten låggradig cancer utan spridning till lymfkörtlar, fullständigt bortopererad och undersökt av patolog: pT1 pN0 M0 R0 G1. Denna tumör har god prognos och klassas i stadium I.
- Stor lågt differentierad tumör med spridning till regionala lymfkörtlar och med fjärrmetastaser, stadiet bekräftat vid patologisk undersökning: - pT4 pN2 M1 R1 G3. Denna tumör har dålig prognos, klassas i stadium IV.

## Användning av systemet
Ändamålet med systemet är:
- Att bilda beslutunderlag vid planering av behandlingen,
- Att vara underlag för prognos,
- Att vara underlag för utvärdering av behandlingsresultatet,
- Att bilda underlag för klinisk forskning och för jämförelser kliniker och länder emellan.

Eftersom antalet kombinationer mellan de olika parametrarna är mycket stort grupperas flera kombinationer i stadier. Detta medger en bättre analys.

## Versioner
Nuvarande version av TNM, betecknad TNM8, publicerades 2016 